# Enhydrosoma pontica
Enhydrosoma pontica är en kräftdjursart som beskrevs av Jakubisiak 1938. Enhydrosoma pontica ingår i släktet Enhydrosoma och familjen Cletodidae. Inga underarter finns listade i Catalogue of Life.